# Džovkovdjan - najdišče pekinškega človeka
Džovkovdjan - najdišče pekinškega človeka (kitajsko: 周口店 北京人 遗址; pinjin: Choukoutien), je jamski sistem v predmestnem okrožju Fangšan v Pekingu. Dal je številna arheološka odkritja, med drugim enega prvih primerkov homo erectusa (Homo erectus pekinensis), poimenovanega pekinški človek, in lep sklop kosti velikanske hijene Pachycrocuta brevirostris.
Zaradi različnih interpretacij dokazov se predlagani datumi, ko je pekinški človek naselil to lokacijo, zelo razlikujejo: pred 700.000-200.000 leti, pred 670.000-470.000 leti in ne prej kot pred 530.000 leti.
Najdišče pekinškega človeka je prvič odkril Johan Gunnar Andersson leta 1921, Otto Zdansky pa ga je prvi izkopal leta 1921 in 1923, ko je izkopal dva človeška zoba.  Pozneje je Davidson Black ugotovil, da pripadajo prej neznani vrsti in sledila so obsežna izkopavanja. Razpoke v apnencu, ki vsebujejo srednje pleistocenske usedline, so dale ostanke približno 45 posameznikov, pa tudi ostanke živali ter orodja za ubijanje in rezanje.
Najstarejši ostanki živali izvirajo že pred 690.000 leti, orodja pa pred 670.000 leti, drugi znanstveniki pa datirajo orodja, ki so bila najdena pred nič manj kot 530.000 leti. V zgornjem paleolitiku je bilo območje ponovno zasedeno, v Zgornji jami so našli tudi ostanke homo sapiensa in njegovo kamnito in koščeno orodje.
Po lokaciji je bil poimenovan krater Choukoutien na asteroidu 243 Ida.

## Zgodovina izkopavanj

### Odkritje
Švedski geolog Johan Gunnar Andersson je prvič začel raziskovati to regijo leta 1918 na območju, imenovanem Hrib iz piščančjih kosti, s strani domačinov, ki so napačno identificirali fosile glodavcev, ki jih je bilo tam v izobilju, vendar sta šele leta 1921 on in Američan paleontolog Walter W. Granger z lokalnimi ljudmi iz kamnolomov prišla do mesta, znanega kot Hrib zmajevih kosti. Ko je opazil nekaj belega kremena, ki je bil tukaj tuj, je takoj ugotovil, da bi bilo to dobro mesto za iskanje ostankov primitivnega človeka.
Izkopavanja je opravil Anderssonov pomočnik avstrijski paleontolog Otto Zdansky v letih 1921 in 1923, pri čemer je odkril veliko gradiva, ki ga je poslal na univerzo v Uppsali na Švedsko v nadaljnjo analizo. Leta 1926 je Anderson napovedal odkritje dveh človeških zob ličnikov med tem materialom, naslednje leto pa je Zdansky objavil svojo ugotovitev, v kateri je zobe previdno označil kot ?Homo sp.
Canis c.f. variabilis, splošno znan kot Džovkovdijski volk, so našli v jamskem sistemu leta 1934 in ga je poimenoval njegov odkritelj Pej Vendžong.

### Projekt Džovkovdjan
Kanadski paleoantropolog Davidson Black, ki je takrat delal na Medicinski fakulteti Peking Union, je bil nad najdbo Anderssona in Zdanskega navdušen in je zaprosil Rockefellerjevo fundacijo za financiranje sistematičnega izkopavanja najdišča. Financiranje je bilo odobreno in Projekt Džovkovdjan je leta 1927 začel izkopavati pod nadzorom kitajskega arheologa Li Džjeja.
Te jeseni je švedski paleontolog Anders Birger Bohlin odkril zob, za katerega je Black predlagal, da pripada novi vrsti z imenom Sinanthropus pekinensis (pekinški človek). Naslednje leto so izkopavanja odkrila več fosilov nove vrste, vključno z zobmi, večji del mladoletniške čeljusti in odraslo čeljust s tremi zobmi. Te najdbe so Blacku omogočile, da je od fundacije pridobil dodatnih 80.000 ameriških dolarjev, s katerimi je ustanovil raziskovalni laboratorij.

### Raziskovalni laboratorij za kenozoik
Raziskovalni laboratorij za kenozoik, kitajskega Geološkega zavoda je bil ustanovljen leta 1928 na Medicinski fakulteti Peking Union s pomočjo kitajskih geologov Ding Vendžjanga in Veng Venhaodža za raziskave in oceno odkritih fosilov. Black je ostal v laboratoriju kot častni direktor, medtem ko so se na mestu nadaljevala izkopavanja pod vodstvom kitajskega paleontologa Jang Džongdžjana, antropologa Pej Vendžong in Džja Lanpo.
Razmere na najdišču so bile primitivne, znanstveniki so se morali do mesta prebijati na mulah in na poti počivati v karavanserajih. Ko so leta 1929 na tem mestu odkrili prvo lobanjo, jo je našel Pej, ki je delal v 40-metrski razpoki v hladnem vremenu s kladivom v eni roki in svečo v drugi.  Druga lobanjska kapica je bila odkrita blizu prve leta 1930, do leta 1932 pa je bilo na najdišču dnevno razporejenih skoraj 100 delavcev.
Kljub razmeram so ugledni raziskovalci še naprej obiskovali najdišče. Francoski paleontolog Pierre Teilhard de Chardin je bil redni obiskovalec od leta 1926. Francoski arheolog Henri Breuil ga je obiskal leta 1931 in potrdil prisotnost kamnitega orodja. Istega leta so bili najdeni dokazi o uporabi ognja v jami.
Black je umrl neke noči leta 1934 v svoji pisarni, pri čemer je bila ena od lobanj odkrita na njegovi mizi. Nemški judovski antropolog Franz Weidenreich ga je zamenjal kot  častni direktor laboratorija in izkopavanja so se leta 1936 nadaljevala z odkrivanjem nadaljnjih treh lobanj.
Skupaj so odkrili 200 človeških fosilov več kot 40 posameznikov, vključno s petimi skoraj popolnimi lobanjskimi kapami, preden jih je leta 1937 ustavila japonska invazija na Kitajsko. Poročila o japonskih grozodejstvih vključujejo mučenje in umore delavcev na tem najdišču, pri čemer so bili trije nataknjeni na bajonete do smrti, četrti pa prisiljen vleči rikšo, dokler ni umrl od lakote.
Leta 1941 se je večina najdb med prevozom na varno izgubila, nikoli jih ni bilo mogoče najti. Na srečo je Weidenreich naredil kopije fosilov, da bi ohranil njihove fizične lastnosti.

### Povojna izkopavanja
Izkopavanje se je ponovno začelo leta 1949, ko so odkrili nove fosile pekinškega človeka, vključno s 5 zobmi in drobci stegnenice in golenice. Naslednje leto je bil odkrit tretji ličnik v gradivu, ki ga je Zdansky v letih 1921 in 1923 poslal nazaj v Uppsalo.
Najdišče pekinškega človeka je določeno kot tipski del jamskih nahajališč srednjega pleistocena na severnem Kitajskem na letnem kongresu Nacionalnega komiteja za stratigrafijo Kitajske leta1959 in odkril spodnji del čeljusti.
Pri izkopavanjih, ki jih je leta 1966 vodil Pej, so odkrili ličnik in dva kosa lobanje, ki sta bila odkrita tako, da se ujemata z drobci iz prejšnjih izkopavanj v letih 1934 in 1936, edini ohranjeni primer skoraj popolne lobanje je bil sestavljen.
Izkopavanja na lokaciji 4 v Džovkovdjanu, od leta 1972–73, so odkrila ličnik homo sapiensa.
Sodobne tehnike znanstvenih datacij potrjujejo, da je bilo nahajališče zasedeno pred 500.000 in 230.000 leti.

## Najdišče

### Najdišče pekinškega človeka
Lokacija 1, znana tudi pod imenom najdišče pekinškega človeka, je bila prva odkrita leta 1921 s pomočjo lokalnih delavcev kamnolomov. Prvotno najdišče je bilo naravna apnenčasta jama, čeprav je strop že zdavnaj propadel in se je na vrhu nanosov razprostirala plast breče in ruševin. Zgodnja izkopavanja v letih 1921 in 1923 so razkrila dokaze o človeškem bivanju pred 500.000 do 200.000 leti. Jama je bila izkopana med letoma 1927-37 in je dala 200 človeških fosilov (od 40 posameznikov), identificiranih kot homo erectus, več kot 10.000 kosov kamnitega orodja, več peščenih plasti, ki kažejo na uporabo ognja pri zgodnjem človeku, pa tudi fosile živali 200 ločenih vrst. Večina tega gradiva je bila izgubljena leta 1941 med japonsko okupacijo in ni bila nikoli obnovljena. Izkopavanja, ki so se začela leta 1949, so še naprej dajala fosile in predmete, zaradi česar je bilo to mesto eno najbolj plodnih virov materiala iz srednjega pleistocena.
Na mestu je bilo izkopanih skupno 13 plasti do globine skoraj 40 m.
| Plast | Debenila | Gostota                                              | Najdbe                                                                       |
| ----- | -------- | ---------------------------------------------------- | ---------------------------------------------------------------------------- |
| 1-2   | 4 m      | breča & travertin                                    | fosili & kamnita posoda                                                      |
| 3     | 3 m      | breča in apnenčasti bloki, nastali ob propadu stropa | Lobanja pekinškega človeka (1966), fosili in kamnita posoda                  |
| 4     | 6 m      | pepel & apnenčasti bloki                             | Zgornja kulturna cona zgorelih kosti in kamna, fosilov in kamnite posode     |
| 5     | 1 m      | plastovit kamen                                      | fosili & kamnita posoda                                                      |
| 6     | 5 m      | breča in apnenčasti bloki & gnoj hijen               | fosili & kamnita posoda                                                      |
| 7     | 2 m      | pesek                                                | fosili & kamnita posoda                                                      |
| 8-9   | 6 m      | breča & pepel                                        | Spodnja kulturna cona z večino fosilov Pekinškega človeka je bila obnovljena |
| 10    | 2 m      | laterit in pepel                                     | fosili & kamnita posoda                                                      |
| 11    | 2 m      | breča                                                | Lobanja prvega pekinškega človeka (1929), fosili & kamnita posoda            |
| 12    | 2 m      | rdeč pesek                                           | fosili                                                                       |
| 13    | 2 m      | Mulj & gnoj hijen                                    | fosili & kamnita posoda                                                      |

Plasti pod tem so z vrtanjem v preskusnih jamah pokazale, da ne vsebujejo fosilov ali kamnitih posod in jih nikoli niso izkopavali
| Del pobočja je leta 1930–58 in znova v letih 1978–79 izkopala multidisciplinarna raziskovalna misija. Izkopi so prekopali 3–6 slojev do globine 7 m in odkrili kamnito orodje, zažgane kosti in pepel ter fosile vrst ptic, plazilcev in sesalcev. | Golobja dvorana je bila poimenovana v čast svojih pogostih obiskovalcev in so jo delavci leta 1928 povezali z najdiščem. Izkopavanja od 1930 do 31 so odkrila številne kosti pekinškega človeka (vključno s spodnjo čeljustnico, ključnico in temenico), znake uporabe ognja (vključno s prežgano palico cersis) in kamnita orodja iz kremena in zelenega peščenjaka. |

### Zgornja jama
Nahaja se v zgornjem delu hriba Zmajeve kosti. Ta jama je bila odkrita leta 1930 in izkopana med letoma 1933–34, v tem času pa so odstranili strop in severno odprtino. Izkopavanja so našla dokaze o človeškem bivanju v jami, ki sega pred 10.000 do 20.000 let pred sedanjostjo. Jama je bila razdeljena na zgornje bivalne prostore in nižje pokopališče, medtem ko je majhno vdolbina na spodnjem nivoju delovala kot naravna past za živali. Odkrite najdbe so vključevale tri človeške lobanje in druge ostanke najmanj osmih posameznikov, opredeljenih kot arhaični homo sapiens, orodja in okraski iz kamna in kosti ter številne živalske kosti, vključno s celotnimi okostji velikih sesalcev, ujetih v pasti nižje stopnje. Tudi bel prah, posut okoli ostankov na spodnjem nivoju, kaže na to, da so prebivalci izvajali pogrebne obrede.

### Druge lokacije
Do danes je bilo v Džovkovdjanu izkopanih več kot 20 najdišč fosilnih nosilcev.
| Ta prelom, ki teče od severa do juga, je napolnjen z rdečo vezivno prstjo in je iz obdobja srednjega pleistocena. Izkopavanja leta 1921 so sočasno z izkopavanji na območju pekinškega človeka odkrila fosile sesalcev, vključno s hrčkom, nosorogom in kitajsko hijeno. Prelom vzhod-zahod, odkrit leta 1927, je napolnjena z brečami in sega v pozni srednji pleistocen. Izkopavanja leta 1933 so odkrila fosile sesalcev, vključno z ježem, rakunom in jazbecem. Leta 1927 odkrita razpoka sever-jug je napolnjena z rumeno peščeno glino in sega v pozni srednji pleistocen. Izkopavanja v letih 1937–38 so odkrila kamnito posodo, zažgane kosti in semena (kar kaže na uporabo ognja pri zgodnjem človeku) ter fosile šakalov in jelenov. Drugo izkopavanje leta 1973 je odkrilo človeški zob ličnik in fosilizirane ostanke 40 vrst sesalcev, vključno z makaki, prašiči, medvedi in konji. To najdišče, ki je 60 m nad strugo, je napolnjeno s plastmi peska in gramoza in je iz poznega zgodnjega pliocenskega obdobja. Izkopavanja iz leta 1937–38 odkritih fosilov sesalcev, vključno s cibetovko in bambusovo podgano. Ta jama, odkrita leta 1967, se na jugu poveže z lokacijo 4. Usedline, nastale s hidrostatično sedimentacijo v mirujočih vodnih razmerah, niso vsebovale fosilov ali človeških predmetov. | Ta korozijska jama v obliki stebra, odkrita leta 1933, ko so izkopavali lokacijo 3, je napolnjena z rdečim peskom in je iz poznega zgodnjega pleistocenskega obdobja. Izkopavanja so odkrila fosile 22 vrst sesalcev, vključno s sabljastim tigrom in izumrlim primatom. Ta razpoka v apnenčasti gomili 1 km južno od najdišča pekinškega človeka je iz zgodnjega srednjega pleistocena in je najstarejše najdišče kulturnih ostankov, do sedaj izkopanih v mestu Džovkovdjan. Na izkopavanjih tankoplaščene peščene gline, ki je približno 50 metrov nad strugo, so bili odkriti kamniti predmeti, pepel in zoglenele kosti ter 36 vrst globoko okamnelih fosilov sesalcev, vključno z velikanimi jeleni z debelimi čeljustmi in sabljastim tigrom. Ta ozka apnenčasta jama, oddaljena 1,5 km južno od najdišča pekinškega človeka, je iz obdobja zgodnjega pliocena in je dala nekaj najstarejših fosilov v Džovkovdjnu, starih 5 milijonov let. Pri izkopavanjih tankoplastnega drobnega peščenjaka v letih 1933, 1951 in 1953, približno 70 metrov nad strugo, je bilo odkritih več kot 600 skoraj popolnih fosilov rib štirih različnih vrst, od katerih sta dve že izumrli. Odkrito leta 1932 je to razmeroma mlado najdišče nastalo pred približno 100.000 do 200.000 leti. Izkopavanja v letih 1934–35 so pokazala tri plasti; zgornja plast lesa in ostankov apnenca; srednja plast, ki vsebuje pepel, kamnito posodo, ožgane kosti in semena čremze; ter spodnja plast rdeče gline, ki vsebuje kamnite predmete in fosile ptic in sesalcev, vključno z volnastim nosorogom, velikanskimi jeleni in gazelo. Najdišče še ni popolnoma izkopano. |

## Galerija
- Najdišče pekinškega človeka (Lokacija 1)
- Lokacija 3
- Lokacija 4
- Lokacija 5
- Lokacija 12
- Lokacija 15
- Najdišče lobanje leta 1966